# John Agard
John Agard (ur. 21 czerwca 1949) – pochodzący z Gujany Brytyjskiej poeta, autor utworów dla dzieci i dorosłych. Do roku 1977 mieszkał w Georgetown, w dzisiejszej Gujanie, obecnie mieszka w Wielkiej Brytanii. Za swoją twórczość literacką w roku 2012 otrzymał Złoty Medal Królowej (The Queen’s Gold Medal for Poetry).

## Publikacje
Poezje:
- Shoot Me With Flowers, 1973
- Man to Pan, 1982
- Limbo Dancer in Dark Glasses, 1983
- Mangoes and Bullets, 1985
- Lovelines for a Goat-Born Lady, 1990
- We Animals Would Like a Word With You[4], 1996
- From the Devil's Pulpit 1997
- Weblines, 2000
- Half Caste, 2005
- We Brits 2006
- Clever Backbone, 2009
- Alternative Anthem. Selected Poems, 2009